# Niamana (San)
Niamana è un comune rurale del Mali facente parte del circondario di San, nella regione di Ségou.
Il comune è composto da 16 nuclei abitati:
- Debenso-Bambara
- Debenso-Kéfongo
- Fanso-Bambara
- Fanso-Peulh
- Kafono
- Konosso-Bambara
- Niabougou
- Niamana Bancouma
- Niamana Bélédala
- Niamana Kofigue
- Niamana Mansoumana
- Niamana Sobala (centro principale)
- Niamana Socourani
- Niamana Tiékosso
- Niamana Wèrèbala
- Séréniana